# 梶谷景雄
梶谷 景雄（かじや かげかつ）は、戦国時代から江戸時代前期にかけての武将。伊予宇都宮氏、河野氏の家臣。高森城の城主。

## 生涯
天文10年（1541年）、梶谷景則の子として誕生。父は伊予宇都宮氏の老臣であった。妹は一条兼定室。兼定は義弟に当たる。
天正4年（1576年）、長宗我部元親の配下となった宇都宮氏の旧臣で地蔵嶽城主の大野直之に居城を奪われ、道後の河野通直を頼ったが、間も無くして、父・景則は息子たちに城を奪還することが最大の供養と言い残し、息を引き取った。
天正6年（1579年）に弟二人と共に風雨に紛れて奇襲し、城を奪還して父の遺言を守った。また、その機に乗じて旧主、宇都宮房綱の居城であった萩森城も大野から奪還、房綱を豊後から呼び戻した。
その後、半独立勢力となり、四国統一を目指し勢力を拡張する長宗我部氏と敵対するが、毛利氏の後援を受けて大野氏や長宗我部氏の侵攻を幾度も撃退した。
天正13年（1585年）の四国の役ではいち早く小早川隆景勢に帰順し、開城。豊臣氏の戸田勝隆が伊予に入ると下城し、平地村で庄屋を営んだ。慶長15年4月18日（1610年6月9日）に伊予国で病死。享年70。

## 逸話
一条兼定が土佐を追放された後、2、3年程彼を匿っており、彼の御家再興戦（四万十川の戦い）にも、主力として関与した模様。
また伊達秀宗が伊予に来た際には一族が案内をして刀を拝領したという逸話が残る。